# Astrodesmus laxus
Astrodesmus laxus är en mångfotingart som först beskrevs av Carl Eduard Adolph Gerstäcker 1873.  Astrodesmus laxus ingår i släktet Astrodesmus och familjen Gomphodesmidae.

## Underarter
Arten delas in i följande underarter:
- A. l. horticolus
- A. l. kiellandi
- A. l. laxus
- A. l. mikumi
- A. l. pelitus
- A. l. tanga